# Gerard Soeteman
Gerardus Hermanus Cornelis Soeteman, dit Gerard Soeteman, né le 1er juillet 1936 à Rotterdam (Hollande-Méridionale) et mort le 16 mai 2025 dans la même ville, est un scénariste et réalisateur néerlandais.

## Filmographie
- 1971 : Business is Business de Paul Verhoeven[3]
- 1973 : Turkish Délices de Paul Verhoeven[4]
- 1975 : Katie Tippel de Paul Verhoeven[5]
- 1976 : Max Havelaar de Fons Rademakers[6]
- 1977 : Le Choix du destin de Paul Verhoeven[7]
- 1979 : The Judge's Friend de Fons Rademakers[8]
- 1979 : Mijn vriend de Fons Rademakers
- 1979 : C'est fini, c'est fini de Paul Verhoeven[9]
- 1980 : Spetters de Paul Verhoeven[10]
- 1983 : Le Quatrième Homme de Paul Verhoeven[11]
- 1985 : La Chair et le Sang de Paul Verhoeven et David Alvarez[12]
- 1986 : L'Assaut de Fons Rademakers[13]
- 2004 : Floris de Jean van de Velde[14]
- 2006 : Black Book de Paul Verhoeven[15]

### Réalisateur
- 1992 : De Bunker[16]